# Tolubalsam

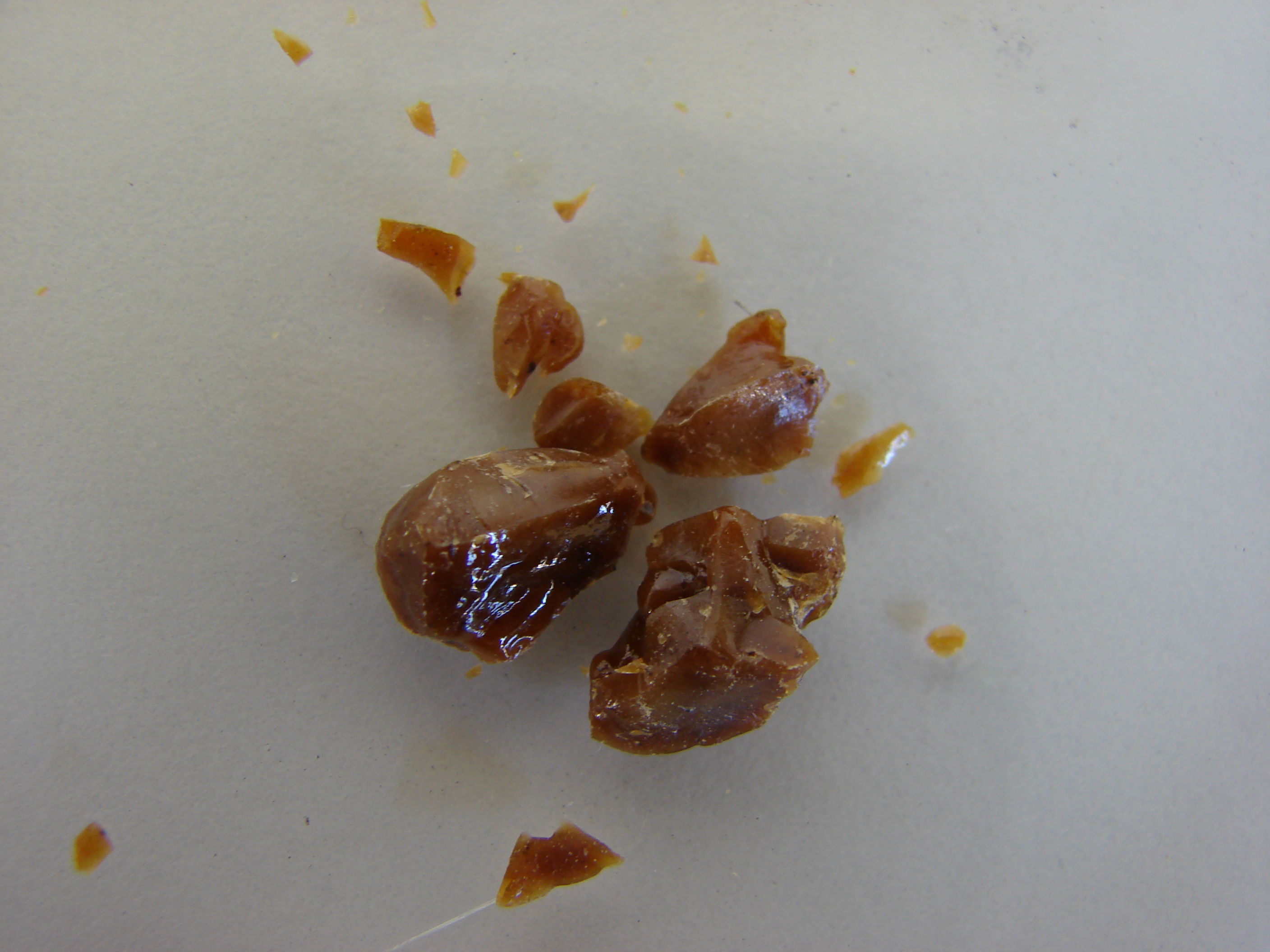
Tolubalsam

Tolubalsam (Balsamum tolutanum) ist der Balsam des Balsambaums (Myroxylon balsamum var. balsamum). Sein Name stammt von einem präkolumbianischen Volk, welches einst die Gegend um die heutige Gemeinde Santiago de Tolú besiedelte. Der Balsam wird vor allem im Norden Südamerikas, besonders im Stromgebiet des Río Magdalena, in der Nähe Stadt Tolú, aber auch in Venezuela und auf den Antillen gewonnen.
Im Jahre 1841 isolierte Henri Étienne Sainte-Claire Deville Toluol durch trockene Destillation aus Tolubalsam. Der Name des bekannten Lösungsmittels wurde dann daraus abgeleitet.

## Gewinnung
Zur Gewinnung von Tolubalsam schneidet man die Baumrinde spitzwinklig ein. Der frische Wundsaft (Balsam) ist eine gelblichbraune bis rotbraune, zähflüssige bis feste, harzige Masse von aromatischem, vanilleartigem Geruch und säuerlichem Geschmack, er härtet an der Luft zu einer spröden, leicht zerreibbaren Masse aus.

## Zusammensetzung
Tolubalsam besteht aus etwa 12 % bis 15 % Zimt- und Benzoesäure, ca. 40 % Benzyl- und anderen Estern dieser Säuren, ferner aus Harzen, Vanillin und ca. 1,5 % bis 3 % ätherischen Ölen.
Ein weiterer Inhaltsstoff des Tolubalsam ist das Terpen Guajadien.

## Eigenschaften
Tolubalsam ist unlöslich in Wasser und Petrolether, größtenteils löslich in Alkohol, Benzol, Chloroform, Ether, Eisessig, Schwefelkohlenstoff und Alkali.

## Verwendung
Bereits die indigenen Völker wie Azteken und Maya nutzten das Harz für medizinische Zwecke, u. a. bei diversen Hautkrankheiten, gegen Kopfschmerzen und zur Heilung von Wunden. In der Medizin fand er Verwendung als Expektorans bei Husten. Heute wird er in der Parfümerie als fixierende Komponente verwendet, um warme Süße zu vermitteln. Tolubalsam benutzt man in der Mikroskopie als Einbettungsmedium. Manchmal wird er als Räucherwerk verwendet, vor allem, wenn echter Weihrauch schwer erhältlich oder zu teuer ist. Der dabei entstehende Duft erinnert entfernt an Schokolade. Allerdings reizt der Rauch des Balsams stark die Atemwege und löst schnell heftiges Husten aus. In Kosmetikprodukten wird es in der Liste der Inhaltsstoffe als MYROXYLON BALSAMUM BALSAM EXTRACT (INCI) aufgeführt.